# Ємельянівська сільська рада
Ємельянівська сільська рада (біл. Емяльянаўскі сельсавет) — колишня адміністративно-територіальна одиниця в складі Смолевицького району розташована в Мінській області Білорусі. Адміністративним центром було село — Ємельянове.
Ємельянівська сільська рада булав розташована в центральній частині Білорусі, і в центрі Мінської області орієнтовне розташування — супутникові знімки [Архівовано 6 квітня 2013 у WebCite], на північний захід від районного центру Смолевичів.
Рішенням Мінської обласної ради депутатів сільську раду було ліквідовано.